# Utbrytning
Denna artikel handlar om utbrytning som biblioteksterm. För uppvisningsgenren, se utbrytarkonst. För utbrytning ur en organisation för att bilda en ny organisation, se avknoppning
Utbrytning är ett uttryck inom det praktiska biblioteksarbetet. Uppställningen av böcker och andra medier i hyllorna följer traditionellt ett klassifikationssystem, till exempel SAB, UDK eller Dewey Decimal Classification. Utbrytning är att avvika från det rådande klassifikationssystemet och sortera en del av beståndet på annat sätt. Avvikande från klassifikationssystemet kan också kallas alternativ eller avvikande hylluppställning.
Klassifikationssystemen var från början tänkta att användas av bibliotekarierna, som hämtade fram böcker åt låntagare. Nu för tiden har bibliotek till stor del öppna samlingar där det är tänkt att låntagarna själva ska hitta. SAB-systemet, det vanligaste systemet på svenska folkbibliotek, representerar ibland en kunskapssyn som inte längre överensstämmer med biblioteksanvändarnas syn på en logisk sortering efter ämne. Många bibliotek använder därför utbrytningar nu för tiden. Dagens digitala kataloger kan underlätta utbrytning eftersom det är lättare att lägga in tillfälliga placeringar eller ändra placering i systemen. Argumenten som biblioteken använder för att bryta ut delar av beståndet är att det ska bli mer användarvänligt och lättillgängligt. Ombyggnation eller vilja att prova något nytt är andra anledningar. I vissa fall motiveras utbrytningen med att biblioteket vill uppmärksamma en viss typ av litteratur snarare än att utbrytningen skulle vara mer användarvänlig.
Exempel på utbrytningar är science fiction, fantasy, klassiker, hästböcker och lättläst. Även särskilda hyllor med nya böcker eller pocketböcker är en sorts utbrytning.